# Simfonia núm. 3 (Atterberg)
La Simfonia núm. 3 en re major (titulada Vastkustbilder, en català Imatges de la Costa Oest), op. 10, va ser composta per Kurt Atterberg entre 1914 i 1916. Va ser estrenada íntegrament per la Hovkapellet (Orquestra de l'Òpera Reial) a l'Òpera Reial d'Estocolm el 28 de novembre de 1916, dirigida per Armas Järnefelt.

## Origen i context
La Tercera Simfonia de Atterberg es podria considerar com un conjunt de tres poemes simfònics i així s'explicaria que l'obra sigui una mica fragmentada. El primer moviment, Soldis (Boira estival) el va compondre durant unes vacances familiars a Lysekil el juliol de 1914 i representa el mar en calma d'un dia assolellat. El va completar el 9 de gener de 1915 i es va estrenar a Göteborg tres mesos després. Tot seguit, Atterberg va decidir compondre un segon poema simfònic que contrastés amb el primer i el va titular Storm (Tempesta). De nou Atterberg va dirigir les dues obres en un concert celebrat el 9 de febrer de 1916. Unes vacances posteriors al mateix lloc el maig de 1916 van propiciar la composició del tercer moviment, Sommarnatt ("Nit d'estiu").

## Moviments
El primer moviment, Soldis, mostra un mar tranquil i suau i recorda llunyanament La Mer de Claude Debussy, un compositor impressionista francès. El segon, Storm, és més salvatge i està escrita en forma sonata lliure. Hi ha un primer tema, un segon tema, un desenvolupament de tots dos, de nou el segon tema, de nou el primer tema i després una coda com a conclusió. El tercer, Sommernat, és de naturalesa romàntica i està escrit en una forma totalment lliure.
La simfonia està escrita per a:
- 1 flautí, 2 flautes, 3 oboès (3r també corn anglès ), 2 clarinets, 1 clarinet baix, 2 fagots, 1 contrafagot
- 4 trompes, 3 trompetes, 3 trombons, 1 tuba
- timbales, 1 percussió, 1 arpa, 1 piano o celesta
- violins, violes, violoncels, contrabaix

## Discografia
- Caprice Records: Royal Philharmonic Orchestra of Stockholm dirigida per Sixten Ehrling, gravada el 1982
- cpo: Radio Philharmonic Orchestra of Hannover dirigida per Ari Rasilainen